# ARPANET
Advanced Research Projects Agency NETwork (ARPANET) byla počítačová síť provozovaná v letech 1969 až 1990. Původně americký vojenský projekt zaváděl nové technologie: decentralizaci, síť neměla žádné ústředny, které by bylo možné zničit a tím síť vyřadit z provozu, rozdělení dat na pakety, menší bloky umožňující spolehlivější komunikaci, a základy protokolů TCP/IP, standardů, které počítače používají při komunikaci v síti. Proto je považována za jednoho z nejdůležitějších předchůdců celosvětové sítě Internet.

## Základní myšlenky
Vznik ARPANETu byl financován grantovou agenturou ARPA (později přejmenovanou na DARPA – Defense Advanced Research Projects Agency) ministerstva obrany USA. Původně pouze experimentální síť měla ověřit fungování systému při využití přepojování paketů, což přinášelo maximální robustnost. Síť neměla mít žádnou centrální složku, aby fungovala i v momentě, kdy by některé její části byly zničeny. Ovšem ředitel DARPA Charles M. Herzfeld, který nařídil vytvoření ARPANETu, řekl, že záměrem nebyl decentralizovaný systém, který má přežít nukleární útok. Cílem bylo mimo jiné umožnit vzdálený přístup k nejvýkonnějším počítačům té doby.

## Vznik
Základem ARPANETu se během podzimu 1969 staly postupně počítače na čtyřech univerzitách:
- UCLA (University of California Los Angeles)
- SCRI (Stanford Central Research Institute)
- UCSB (University of California Santa Barbara)
- University of Utah

První datové pakety byly přeneseny 29. října 1969, kdy byl učiněn pokus o přihlášení se na počítač umístěný v SCRI z UCLA. Pro vzájemnou komunikaci mezi uzly postupně se rozrůstající sítě byl používán protokol NCP (Network Control Protocol, neplést s NetWare Core Protocol). Uzly přibývaly postupně po celém území USA (13 v roce 1970, 29 v roce 1972, 40 v roce 1973).

## Rozšiřování a další vývoj
V roce 1973 pronikl ARPANET do Evropy, když se připojilo Norsko a záhy i Spojené království. Tehdy se již ukazovaly nové možnosti využití v rámci elektronické poštovní komunikace, kterou o tři roky později poprvé využila i britská královna.
V roce 1983 se od ARPANETu oddělila vojenská síť MILNET. Významným mezníkem je ovšem tento rok proto, že od jeho začátku byl definitivně NCP nahrazen protokoly TCP/IP. S nástupem lokálních sítí se ARPANET stále častěji stával pouze páteřní sítí pro přenos. I tuto jeho funkci však postupně přebrala NSFNET (National Science Foundation Network) a v březnu 1990 přišel konec ARPANETu.
V této síti se také objevil první virus zvaný Creeper.